# Gerald Florian Messner
Gerald Florian Messner (* 22. Februar 1937 in Bad Eisenkappel, slow. Železna Kapla-Bela, Kärnten) ist ein österreichischer Musikwissenschaftler mit dem Spezialgebiet Musikethnologie sowie ein universeller Pädagoge der darstellenden Künste in Australien, der auch als Komponist, Lyriker, Produzent, Regisseur und Radiomacher tätig ist.

## Leben
Geboren im zweisprachigen Gebiet Kärntens, besuchte Messner nach der Volksschule im Heimatort und der Gymnasialunterstufe in Klagenfurt dort auch die damalige Lehrerbildungsanstalt, an der er 1958 die Reifeprüfung mit Auszeichnung ablegte und ein „Zeugnis der Reife für das Lehramt an Volksschulen“ erwarb, mit dem er „zur provisorischen Anstellung als Lehrer an österreichischen Volksschulen befähigt erklärt“ wurde. Dieses Reifezeugnis enthielt jedoch in einer sehr kleinen Anmerkung auch die Berechtigung zum Studium an Hochschulen, und anstatt Volksschullehrer zu werden, studierte Messner nun Schauspiel und Regie am Wiener Max-Reinhardt-Seminar sowie Musikwissenschaften an der Universität Wien, wo er 1975 promovierte (Dr. Phil., Dissertation: „Die Schwebungsdiaphonie in Bistrica“).
Der Schauspielabsolvent Messner debütierte als ‚Gerald Florian‘ 1961 in Dostojewskis Idiot am Volkstheater Wien, spielte dann am Stadttheater Luzern, am Stadttheater Klagenfurt, am Theater an der Wien, an der Volksoper und am Burgtheater Wien, am Theater am Kurfürstendamm Berlin wie auch am Operettenhaus Hamburg. Daneben wirkte er in einer Reihe von Radio- und Fernsehproduktionen des ORF mit und spielte – auch in größeren Rollen – in mehreren Filmen wie Zwischenfall in Antiochia (1967), Alkeste - Die Bedeutung, Protektion zu haben (1970), Libussa (1972), Das Manifest (1974), Der Fall Harrer (1984) sowie Murder Call (1996 in Sydney).
Den späteren Universitätsassistenten am Wiener Institut für Musikwissenschaften jedoch führte seine Forschungsarbeit mehrfach nach Ozeanien und Indonesien, und ab 1986 lehrte er als Professor an der School of Humanities am Geelong Campus der Deakin University Melbourne. Gastprofessuren führten ihn nach Kalifornien ans UCLA-Department for World Arts and Cultures der University of California (1994/95) und nach Deutschland ans Institut für Theaterwissenschaft der Universität Bayreuth sowie ans Institut für Pädagogik der Katholischen Universität Eichstätt in Bayern (1991–94). Er erhielt zahlreiche Forschungsstipendien und 1972 auch den Theodor-Körner-Preis für seine kompositorischen Arbeiten. Sein Zuhause ist zwar in Sydney, doch derzeit lebt er in Kasachstan, wo seine Gattin an der Nasarbajev Universität in der Hauptstadt Astana (von 2019 bis 2022 Nursultan) tätig ist.
Messners wissenschaftliches Spezialgebiet ist historische und vergleichende Musikwissenschaft, und hierin wieder die autochthone Volks-Mehrstimmigkeit, wo er erstaunliche Parallelen bei völlig unterschiedlichen Kulturen, beispielsweise im erstmals erforschten Gesangsstil bulgarischer „Grannies“ und dem Singen im Hochland von Papua Niugini (Feldforschung zur Musik Neuguineas 1981), auf Manus Island und auf der Insel Flores in Indonesien nachgewiesen hat. Der Chor der alten bulgarischen Frauen von Bistriza, der „Bistriza Babi“ ist 2005 auf Grund von Messners Forschungsarbeit in die UNESCO-Liste des immateriellen Welterbes der Menschheit aufgenommen worden. Er gilt als Schwebungsdiaphonie-Spezialist im Fachbereich der Ethnomusik und ist als solcher gefragter Vortragender bei internationalen Symposien.
Daneben praktiziert er seit Jahren Taijiquan (Tai Chi Chuan), studierte mehr als 10 Jahre lang den Chen-Stil bei Großmeister Chen Xiaowang und war mit ihm auch in China.
Messner ist ferner seit vielen Jahren mit regelmäßigen deutschsprachigen Kultursendungen des australischen Rundfunks SBS befasst, der in 68 Sprachen sendet. Er hält so Australiens deutschsprachige Einwohner über europäisches Kulturgeschehen informiert, was ihm ein wichtiges Anliegen ist.
Er ist auch künstlerisch auf verschiedenen Gebieten tätig: Er hat einen Lyrikband veröffentlicht, er gehörte in Wien dem Kreis um Albert Paris Gütersloh an, und seine Gedichte erschienen in der Furche in Wien, in der Diagonale in Deutschland und in Übersetzung in Anthologien in Australien, Canada, USA und Indien; er komponiert, dirigiert und gibt Workshops zur Rolleninterpretation im Musiktheater (z. B. im Studio Raoul Abdul in New York) und erarbeitet mit seinem eigenen Ensemble, der Capella Floriani, dramatische Konzerte früher Musik. Ein Resultat hiervon ist die CD Songs of the Soul. Nun ist er auch malerisch intensiv tätig geworden: Erfolgreiche Ausstellungen in Abu Dhabi 2013 und in Österreich 2014 legen Zeugnis davon ab.
Messner ist weiters ein Pädagoge in verschiedensten Sparten der darstellenden Künste. An der von Clara Damrosch-Mannes 1916 gegründeten Mannes School of Music in New York hielt er Workshops für deutschen Gesang ab, in Sydney gründete er das Institut S.E.S.K. – The Studio for Essential Skills and Knowledge – für die darstellenden Künste, wo er Regie, Stimmbildung und Sprache, alle Arten der Gesangsstile von Barock über Belcanto und deutschen Gesang bis hin zu Chanson, Jazz, Pop und diverse Volksgesang-Stile, aber auch Bewegung nach Tai Chi und asiatische Kampfsporttechniken für Schauspieler und Sänger lehrte. Wie weit gefächert die Interessen Messners sind, zeigt sich ferner daran, dass er sich derzeit bei seinen häufiger gewordenen Besuchen in der Heimat intensiv der vorchristlichen Kultur in Flur-, Fluss- und Siedlungsnamen sowie den alten Bräuchen Kärntens widmet.

## Veröffentlichungen (Auswahl)
Wissenschaftliche Publikationen
- Die Schwebungsdiaphonie in Bistrica: Untersuchungen der mehrstimmigen Liedformen eines mittelwestbulgarischen Dorfes (= Wiener Veröffentlichungen zur Musikwissenschaft 12), Hans Schneider, Tutzing 1980, ISBN 3-7952-0245-0.
- Auf den Spuren uralter südosteuropäischer Volksmehrstimmigkeit in der Lombardei des ausgehenden Mittelalters und der Renaissance. In: Musica Antiqua: Acta scientifica. Band 5, hg. v. Filharmonia Pomorska 'Ignaz Jan Paderewski', Bydgoszcz (PL) 1978, S. 31–46.
- Sind die auf Neu-Irland verwendeten Zeichen und Symbole Ideogramme? In: Wiener völkerkundliche Mitteilungen. hg. v. d. Österreichischen Ethnologischen Expeditions- und Forschungsgesellschaft, Wien 1976, S. 49ff.
- Die Diaphonie bei den slavischen Gebirgsbewohnern auf der Balkanhalbinsel in vergleichend musikwissenschaftlicher Sicht, in: Rad XIX. Kongresa saveza udruženja folklorista Jugoslavije, Kruševo 1972
- Frühlingsbräuche und Frühlingslieder in Südkärnten. In: Makedonski folklor: Le Folklore macédonien. hg.v. Institut za folklor, Skopje 1972, S. 171ff.
- Das Reibholz von New Ireland. Mana taga kul kas … (Der „Vogel“ singt noch …). In: Studien zur Musikwissenschaft (StMw), Beihefte der Denkmäler der Tonkunst in Österreich 31 (1980), Hans Schneider, Tutzing 1980.
- Eine oberösterreichische Panflöte. In: Studien zur Musikwissenschaft. (StMw), Beihefte der Denkmäler der Tonkunst in Österreich 32 (1981), Hans Schneider, Tutzing 1981.
- The Two-Part Vocal Style on Baluan Island Manus Province, Papua New Guinea. In: Ethnomusicology. Band 25, Nr. 3, Pacific Issue (Sept. 1981), University of Illinois Press, Chicago 1981, S. 433–446.
- Book Review: Songs of the Pintupi; Musical Life in a Central Australian Society, by Richard M. Moyle. In: Yearbook for Traditional Music. Band 17 (1985) S. 211–213.
- Du krächzt wie ein Rabe… singst wie eine Nachtigall… Tiervergleiche in der Klangbeschreibung (PDF; 153 kB). In: Klangfarbe. Vergleichend-systematische und musikhistorische Perspektiven. Symposium zum 75. Geburtstag von Franz Födermayr, Institut für Musikwissenschaft der Universität Wien 14.–16. November 2008
- Jaap Kunst Revisited. Multipart Singing in Three East Florinese Villages Fifty Years Later: A Preliminary Investigation.In: the world of music 31, 1989(2), Journal der Abt. f. Ethnomusicologie der Otto-Friedrich Universität Bamberg, S. 3–51.
- The Shark-Calling Ceremony in Paruai, New Ireland, Papua New Guinea. In: the world of music. 32, 1990(1) Journal der Abt. f. Ethnomusicologie der Universität Bamberg, S. 49–84.
- Ethnomusicological Research, Another 'Performance' in the International Year of Indigenous Peoples? In: the world of music. 35, 1993(1), Universität Bamberg, S. 81–95.[12]
- Multipart Singing in East-Flores, Royal Institute of Linguistics and Anthropology, KITLV Press, Leiden (NL) 1994.
- The "Dorian Mode". Male Same-Sex Rituals and Music in the Death and Re-birth Cycles of Tribal Warrior Societies: A comparison of Ancient Indo-Europeans and Melanesians Today. Univ. of Maryland 1996 In: Resonance, vol 7, no. 2, London Musicians Collective Ltd., London 1999 p. 28–31, und in: sesk.info (Memento vom 31. März 2009 im Internet Archive)
- Richard Moyle, Peter Crowe, Gerald Florian Messner: Oceania. Hg. v. International Institute for Comparative Music Studies and Documentation, Florian Noetzel, Wilhelmshaven 1990.
- Beiträge in: Adrienne L. Kaeppler, J. W. Love (Hrsg.): Garland Encyclopedia of World Music. Volume 9: Australia and the Pacific Islands. Routledge, London 1998, ISBN 0-8240-6038-5.
- Notes on the Function of Music (PDF; 249 kB) 2002. In: The Human Journey. Website des Institute for the Study of Knowledge
- Do They Sound Like Bells Or Like Howling Wolves? Interferential Diaphony in Bistritsa. An Investigation into a Multi-Part Singing Tradition in a Middle-Western Bulgarian Village, Peter Lang, Frankfurt am Main 2013

Kreatives
- Gerald Florian [d. i. Gerald Florian Messner]: Zwischenräume. Gedichte (Illustr: Herta Hofer). Heyn, Klagenfurt 1984, ISBN 3-85366-434-2.
- Queen of the Night's Revenge. A Play in Two Acts, based on The Magic Flute Part Two by Johann Wolfgang von Goethe, translated, completed and adapted for a multi-media performance. INBI-Sirius Pty.Ltd, Broadway, New South Wales, 2007, ISBN 978-0-9578206-4-7.
- Songs of the Soul (Memento vom 31. März 2009 im Internet Archive). Ensemble Capella Floriani, Dir.: Gerald Florian Messner, Q Multimedia

## Sekundärliteratur
- Gerald Florian. In: Kürschners deutscher Literaturkalender 2000/2001. K.G. Saur, Leipzig 2001, ISBN 3-598-23582-8.
- Wilhelm Kosch, Carl Ludwig Lang, Konrad Feilchenfeldt (Hrsg.): Deutsches Literaturlexikon: Das 20. Jahrhundert: Biographisches-bibliographisches Handbuch. 2. Auflage. K. G. Saur, München/Leipzig 2000, ISBN 3-908255-09-0.
- Cornelius Eberhardt u. a.: Volks- und Kunstmusik in Südosteuropa. G. Bosse, Regensburg 1989, ISBN 3-7649-2381-4.
- Ernest Kay (Hrsg.): Who's who in Australasia and the Far East. International Biographical Centre. Melrose Press, Cambridge 1989.
- International Council for Traditional Music (Hrsg.): Directory of Traditional Music. Columbia University Dept. of Music, New York 1993.